# Colestase neonatal
A colestase neonatal é um tipo de icterícia (cor amarela na pele e olhos), que se apresenta no recém-nascido e/ou lactente  geralmente iniciando após 10 ou 15 dias de vida e acompanhada de escurecimento da urina e clareamento das fezes (fezes brancas ou esbranquiçadas). A criança continua com bom estado geral e se alimentando normalmente, inclusive ganhando peso. Portanto, recém-nascido que começa a ficar com pele amarela após 10 dias de vida e apresenta ao mesmo tempo, urina escura que mancha a fralda, e fezes de cor muito clara, levar logo ao médico pois estes são sinais clínicos sugestivos de colestase neonatal, podendo se tratar de uma doença do fígado chamada atresia de vias biliares.
Lembrar que na icterícia fisiológica recem nascido, a icterícia se inicia dentro da primeira semana de vida, tem duração limitada (cerca de 12 dias) e não há mudança de coloração das fezes ou da urina.